# しんぐるまざあず・ふぉーらむ
 しんぐるまざあず・ふぉーらむ（英語: Singlemothers forum ）とは、日本のシングルマザーの当事者団体である。

## 概要
児童扶養手当制度を改善するため、1980年に任意団体として設立された。2018年10月に認定NPO法人と認定されたが、現在は使途不明金等の問題により認定NPO法人ではない。シングルマザーが中心となっている団体であるが、シングルファザーの会員も存在する。
1人親家庭の親と子を支援する活動を行っている。主な活動としては、シングルマザーの就労支援活動、電話やメールでの相談支援活動、グループ相談会のママカフェの運営など。他に入学お祝い金事業、ひとり親のためのセミナー事業、ひとり親サポーター養成研修などの開講事業、出版事業等を通した情報提供事業も行っている。代表的な出版物としてフリーペーパーのひとり親新聞『Smoms』がある。
東京都を中心とした関東地方で活動している。他の地方で同じような活動をしている団体と2019年に「シングルマザーサポート団体全国協議会」（後述）を設立しており、しんぐるまざあず・ふぉーらむは協議会の中心を担う活動を展開している。
2016年には化粧品メーカーの日本ロレアルと連携して、シングルマザーキャリア支援プログラムを開始した。2021年4月には家具大手メーカーのイケアとシングルマザーにITスキル支援を行うための協定を結んだ。
赤石は団体を代表する形で厚生労働省の社会保障審議会児童部会ひとり親家庭の支援の在り方に関する専門委員会の委員として活動してもいる。
しんぐるまざあず・ふぉーらむは2023年11月2日、2018年度からの4年間でおよそ800万円の使途不明金があることを明らかにした。この事態に伴い東京都による再認定はされず認定NPOではなくなった。当時に会計を担当していた元職員が帳簿を改ざんするなどした疑いがあるとして、この元職員を懲戒解雇した。第三者委員会を設置して調査を進めるという。

## 役員
役員は以下の通りである。

### 理事
- 赤石千衣子（理事長）
- 丸山裕代（社会福祉士）
- 安藤ゆか（演劇制作）
- 金澄道子（弁護士）
- 小森雅子（しんぐるまざあず・ふぉーらむ事務局・社会福祉士）

### 幹事
- 青木裕子

## シングルマザーサポート団体全国協議会の会員団体
2022年時点での加盟団体は以下の通りである。
- しんぐるまざあず・ふぉーらむ北海道
- 特定非営利活動法人mia forza（宮城県）
- 特定非営利活動法人STORIA（宮城県）
- クローバーの会＠やまがた
- シングルマザーほっこりサロン（秋田県）
- 認定特定非営利活動法人　インクルいわて
- 特定非営利活動法人しんぐるまざあず・ふぉーらむ・福島
- 特定非営利活動法人シングルマザーズシスターフッド（東京都）
- よこすかひとり親サポーターズ・ひまわり
- 立川市ひとり親家庭福祉会 立川みらい（東京都）
- 石川シングルマザーの会
- 特定非営利活動法人えがおプロジェクト（富山県）
- 女性の社会生活活動部 フルード（福井県）
- 仕事工房ポポロ「シングルペアレントの会」（岐阜県）
- 特定非営利活動法人 太陽の家（三重県）
- シングルペアレント１０１（静岡県）
- シングルマザーとその子どもたちの会～freely～（岐阜県）
- 認定特定非営利活動法人 女性と子ども支援センターウィメンズネット・こうべ
- シングルマザーのつながるネットまえむきIPPO（大阪府）
- 特定非営利活動法人 しんぐるまざあず・ふぉーらむ・関西
- ひとり親パートナーズ（香川県）
- 認定特定非営利活動法人 ハーモニーネット未来（岡山県）
- .style（ドットスタイル）（山口県）
- 特定非営利活動法人 こどもステーション（広島県）
- あまやどり（愛媛県）
- シングルマザー交流会松山（愛媛県）
- しんぐるまざあず・ふぉーらむ出雲（島根県）
- 特定非営利活動法人しんぐるまざあず・ふぉーらむ・福岡
- しんぐるまざあず・ふぉーらむ沖縄